# Николлс, Питер (музыкант)
Пи́тер Ни́коллс (англ. Peter Nicholls) (родился 13 февраля 1959 года) — лидер-вокалист и автор текстов британской группы нео-прогрессивного рока IQ. Был одним из создателей группы в 1981 году и её постоянным участником на протяжении всего периода, кроме 1985—1989 годов. В 1985 году, после ухода Николлса, вокалистом стал Пол Менел (Paul Menel). В 1990 году Николлс вернулся в группу и по сей день является её главным вокалистом и автором текстов. Другое хобби, кроме музыки, у Николлса — рисование, и он является автором нескольких обложек к альбомам группы, в которых принимал участие. Кроме группы IQ, в период ухода из неё был участником группы Niadem’s Ghost.

## Дискография

### Студийные альбомы в составеIQ
- 1982 — Seven Stories into Eight
- 1983 — Tales from the Lush Attic
- 1985 — The Wake
- 1993 — Ever
- 1997 — Subterranea
- 2000 — The Seventh House
- 2004 — Dark Matter
- 2009 — Frequency
- 2014 — The Road Of Bones